# Adam Ledóchowski
Adam Ledóchowski herbu Szaława (ur. 18 listopada 1685, zm. 17 października 1754) – kasztelan wołyński w latach 1746–1754, starosta włodzimierski w latach 1720–1746, pułkownik królewski.
Był posłem województwa wołyńskiego na sejm 1722 roku i na sejm 1744 roku. 